# Djalma Maranhão
Djalma Maranhão (Natal, 27 de novembro de 1915 — Montevidéu, 30 de julho de 1971) foi um político brasileiro.
Foi prefeito de Natal, capital do Rio Grande do Norte e deputado estadual. Foi também professor de educação física e jornalista, fundador e diretor de jornais.
Militou no Partido Comunista Brasileiro até o início da década de 1940. Após, entrou no Partido Trabalhista Nacional (PTN) e, posteriormente, no Partido Socialista Brasileiro (PSB).
Foi eleito deputado estadual  em 1954. Assumiu a Câmara Federal de 1959 a 1960, como primeiro suplente. Por duas vezes exerceu o cargo de prefeito de Natal: a primeira, na segunda metade da década de 1950, por nomeação do governador Dinarte Mariz  e a segunda, em 1960, na primeira eleição direta para a prefeitura da capital.
Com o golpe de estado de abril de 1964, foi deposto da prefeitura, e teve seu mandato cassado. Ficou preso em quartéis do Exército em Natal, na ilha de Fernando de Noronha e no Recife. Foi libertado por ordem do habeas corpus do Supremo Tribunal Federal, em dezembro de 1964 e asilou-se na Embaixada do Uruguai. Morreu no exílio, aos 56 anos de idade. Seus restos mortais repousam no Cemitério do Alecrim.